# Église orthodoxe autocéphale ukrainienne (1919-1937)
Pour les articles homonymes, voir Église orthodoxe autocéphale ukrainienne.
 (octobre 2011).
Si vous disposez d'ouvrages ou d'articles de référence ou si vous connaissez des sites web de qualité traitant du thème abordé ici, merci de compléter l'article en donnant les références utiles à sa vérifiabilité et en les liant à la section « Notes et références ».
L'Église orthodoxe autocéphale ukrainienne est une Église orthodoxe née d'un schisme de l'Église orthodoxe russe en 1920, au moment de l'éphémère indépendance de l'Ukraine.
La Révolution de Février de Petrograd marque le début de la Révolution russe de 1917. Elle provoque  en quelques jours l'abdication de l'empereur Nicolas II, la fin de l'Empire russe et de la dynastie des Romanov.
La Douma ukrainienne proclame l'indépendance et crée la République populaire ukrainienne qui tente de diriger le pays de mars 1917 à octobre 1920. Par la loi du 1er janvier 1919 est constituée l'Église autocéphale ukrainienne. Le concile orthodoxe ukrainien des 21-23 octobre 1921 élit le métropolite Basile Lypkivskyj malgré l'opposition du patriarche de Moscou. Le Conseil ecclésiastique orthodoxe ukrainien général, autorité suprême de l'Église, édite des livres liturgiques en ukrainien. En 1928, le Conseil est supprimé et le métropolite et les évêques sont arrêtés par le gouvernement soviétique qui organise la persécution de l'Église autocéphale. L'Église se développe aux États-Unis et au Canada.